# Our Brand Is Crisis (película)
Our Brand Is Crisis es una película basada en el documental de título homónimo emitido en 2005. Dirigida por David Gordon Green, protagonizada por Sandra Bullock y Billy Bob Thornton y producida por George Clooney y Grant Heslov a través de su compañía productora Smokehouse Pictures. El guion ha sido escrito por Peter Straughan. El argumento se centra en el empleo de campañas políticas estadounidenses en las elecciones de América del Sur. Fue presentada en el Festival de Cine de Toronto el 11 de septiembre de 2015.

## Reparto
- Sandra Bullock como Jane Bodine.
- Billy Bob Thornton como Pat Candy.
- Scoot McNairy como Buckley.
- Anthony Mackie como Ben.
- Joaquim de Almeida como Pedro Castillo.
- Zoe Kazan como LeBlanc.
- Ann Dowd como Nell.
- Reynaldo Pacheco como Eddie.
- Ricardo Vargas como trabajador de campaña

## Trama
En 2002, el político boliviano Pedro Castillo (una versión ficticia de Gonzalo Sánchez de Lozada) contrata a una empresa de consultoría política estadounidense (basada en la empresa Greenberg Carville Shrum de James Carville) para que le ayude a ganar las elecciones presidenciales bolivianas de 2002. La firma trae a Jane Bodine (Sandra Bullock) para dirigir la campaña en Bolivia. El consultor político de la oposición es su némesis, el estadounidense Pat Candy (Billy Bob Thornton). En Bolivia la situación es tensa: los indígenas, que son mayoría en el país, protestan por una reforma constitucional, para conseguir una representación adecuada.
Los asesores estadounidenses, sin conocer el idioma ni la cultura, son persuadidos por Bodine, un estratega político quemado, a seguir una estrategia de campaña de desprestigio. Sin embargo, Castillo se niega a dar permiso para que el equipo lo haga. Sólo después de publicar un volante que acusa a Castillo de un asunto de hace mucho tiempo (y de culpar a la oposición), Castillo acepta difamar a sus oponentes de la misma manera.
En los meses siguientes, el equipo ejerce una estrategia de declaración de crisis. Planean asustar a la gente, para que se les convenza de que voten por el antipático pero conocido Castillo en lugar de los candidatos de la oposición más jóvenes. También publican fotos de su enemigo con el criminal de guerra nazi Klaus Barbie en el fondo, para que tenga que negar ser un nazi. El autobús de Castillo es parado por un grupo de manifestantes que no quieren al Fondo Monetario Internacional en Bolivia. Castillo promete no invitar al FMI sin un referéndum. Eduardo, un joven voluntario de la campaña de Castillo, está profundamente impresionado por esto. Su lealtad se debe principalmente al hecho de que Castillo, que era Presidente en ese momento, tomó a Eduardo de su brazo, durante un mitin en su ciudad. Sin embargo, sus hermanos son mucho más escépticos acerca de Castillo.
Durante el debate final, Bodine cita una frase de su conversación con Candy, que le da a Rivera en su discurso, diciendo que "un gran hombre" lo dijo. Desafortunadamente la cita es en realidad de Joseph Goebbels, el ministro de propaganda de Adolf Hitler. Castillo gana la votación por un pequeño margen. Como una de sus primeras acciones, invita al FMI, rompiendo así su promesa. El profundamente decepcionado Eduardo visita a Bodine en su hotel, quien dice que no es responsable de las acciones de Castillo. A sus ojos, su trabajo está hecho.
El desilusionado Eduardo se une a sus hermanos en una manifestación de gente que exige un cambio. Llega la policía y la manifestación se convierte rápidamente en un motín. Bodine y su equipo están con Candy de camino al aeropuerto. Todos ellos, excepto Bodine, ya tienen trabajos como asesores políticos en otros países. Cuando Bodine se da cuenta de que ha traído a un mentiroso a la oficina, deja el coche. En la manifestación se encuentra con Eduardo. En un último clip de la entrevista televisiva que se le ha mostrado dando a lo largo de la película, se revela que ahora es la jefa de una organización que promueve la solidaridad latinoamericana.

## Producción
El 21 de agosto de 2014 se anunció que Sandra Bullock sería la protagonista de la cinta y que David Gordon Green sería en encargado de dirigirla. El 11 de septiembre de 2014 se hizo público que el actor Scoot McNairy se unía al reparto. A mediados del mes de septiembre Anthony Mackie se incorporó al elenco. La actriz de la serie de televisión Leftovers Ann Dowd se unió a la producción el 24 de septiembre de 2014. El 10 de octubre se comunicó que los actores Joaquim de Almeida y Zoe Kazan se incorporaban a la película. El 13 de octubre se informó que la productora Participant Media también financiaría el film.

### Rodaje
La filmación comenzó de forma oficial el 13 de octubre de 2014 en Nueva Orleans. El 22 de septiembre Sandra Bullock fue fotografiada en el set de rodaje con una peluca rubia. La cinta fue grabada en diferentes localizaciones de Puerto Rico y Bolivia.

## Recepción

### Taquilla
Our Brand is Crisis fue estrenada el 30 de octubre de 2015 en América del Norte. Durante su primer día en exhibición sumó $1.1 millones convirtiéndose en la octava opción más vista de la jornada. Proyectada en 2.202 salas la recaudación en su primer fin de semana fue de $3.2 millones, quedando por detrás de Paranormal Activity: The Ghost Dimension y por delante de La cumbre escarlata. Actualmente es el peor estreno de toda la carrera de Sandra Bullock -en más de 1.500 cines-, anteriormente ostentado por la comedia romántica Two If by Sea (1996). Hasta la fecha ha acumulado $7 millones en Estados Unidos y Canadá. El presupuesto estimado invertido en la producción fue de $28 millones.
Su distribución internacional fue limitada siendo estrenada directamente en el mercado del DVD en numerosos territorios, entre ellos España. Fuera de las fronteras de América del Norte sumó $1.5 millones siendo República de China el mercado más relevante.

### Respuesta crítica
Our Brand is Crisis recibió críticas mixtas. El film ostenta un 35 % de comentarios positivos en Rotten Tomatoes basado en 147 comentarios con una media del 5.3 sobre 10 con el siguiente consenso: "Our Brand is Crisis ofrece un entretenimiento esporádico y se beneficia de un reparto con talento, pero finalmente no tiene mucho que aportar al género de la sátira política". Metacritic, que asigna una media ponderada, otorgó a la película un 53 % de comentarios positivos, basado en 35 críticas. Peter Travers de Rolling Stone le otorgó 3 estrellas sobre 4, señalando que "esta vuelta de tuerca sobre unas elecciones reales es un oportuno ataque a las bufonescas campañas políticas actuales". Peter Debruge de Variety opinó que "tal y como la interpreta Sandra Bullock, la asesora política Jane Bodine es fácilmente uno de los mejores papeles femeninos de los últimos 10 años". En España Adrián Peña de Fotogramas escribió que "el film se torna en una descacharrante y gamberra competición de gags, a cual mejor, en la que Sandra Bullock sale como la gran triunfadora, está pletórica en el papel de consultora política sin escrúpulos".